# Hotel Riviera del Pacífico

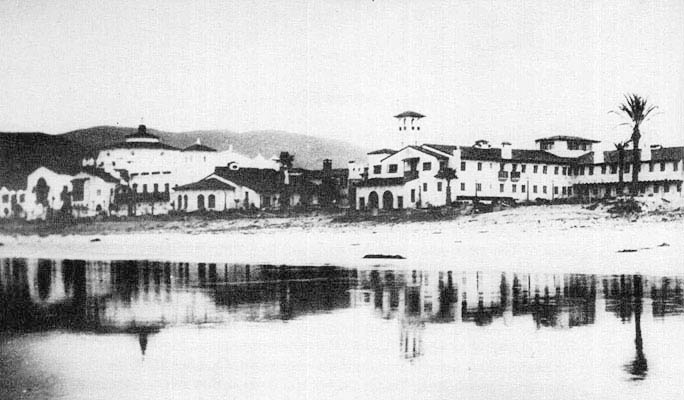
El hotel en su inauguración en 1930

El Hotel Riviera del Pacífico fue un hotel  localizado en Ensenada, Baja California, México. Ahora conocido como el Centro Social, Cívico y Cultural Riviera.   

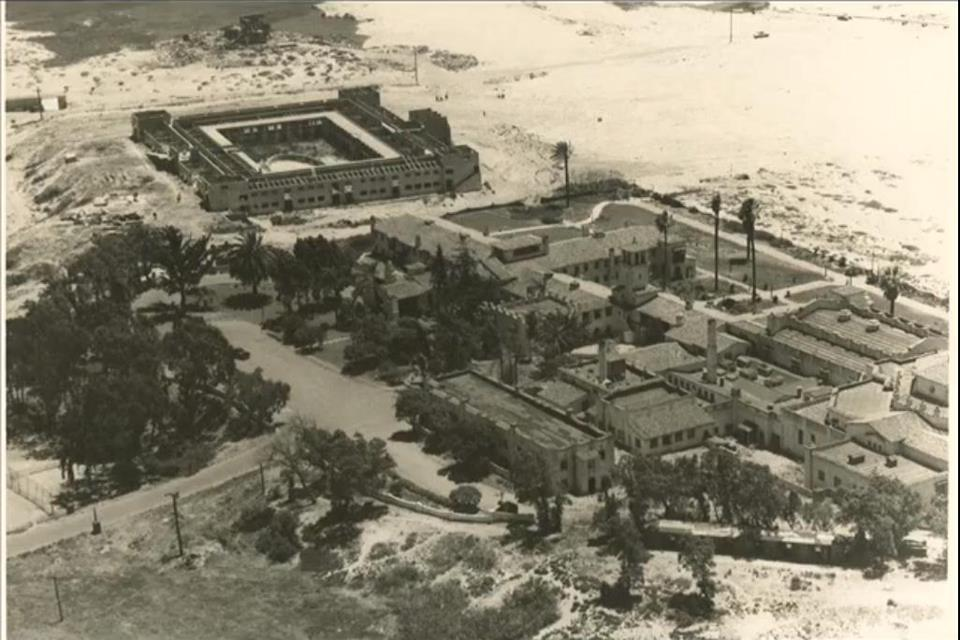
Parte trasera del hotel en 1930

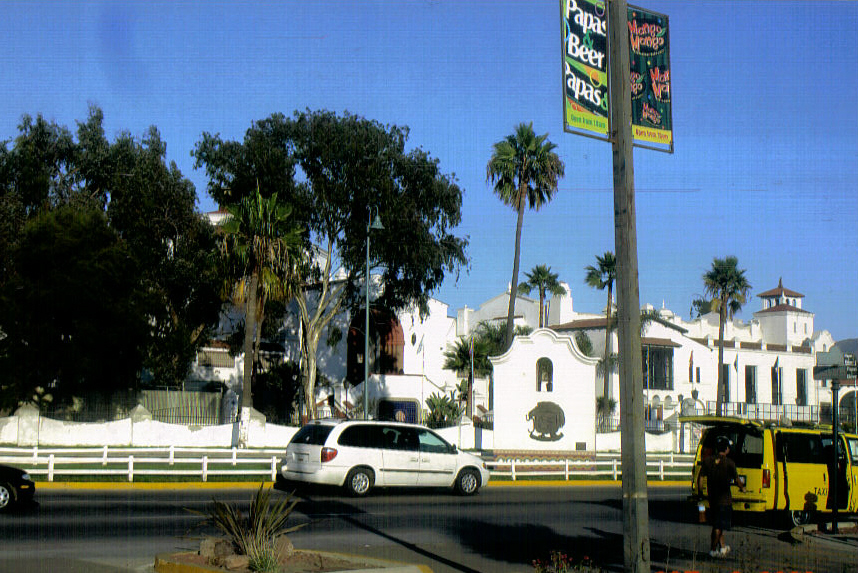
Hotel Riviera del Pacífico, ahora el Centro Social, Cívico y Cultural de Ensenada

Abierto en 1930 no fue un éxito real hasta inicios de los años 50. Cerró finalmente en 1964.

### Orígenes
Debido a la prohibición, un mayor número de estadounidenses cruzaban la frontera hacia México buscando alcohol y diversión. Esto ayudó al desarrollo de Tijuana primero, seguida de Rosarito, y finalmente Ensenada como destinos turísticos.
En este contexto, la Compañía Mexicana de Rosarito decidió establecer en Ensenada un hotel, al cual inicialmente llamó el Hotel Playa de Ensenada, diseñado por Gordon F. Mayer en un estilo lujoso y con materiales importados. Abrió con grandes festividades en 1930, incluyendo la banda Xavier Cugat, y bajo la administración del boxeador Jack Dempsey.

### Declive inicial
El hotel nunca fue un éxito financiero, en parte porque la carretera a los Estados Unidos no estaba en buenas condiciones, y el término de la Prohibición resultó ser fatal. El hotel sólo fue operado intermitentemente, y estuvo puesto a uso militar durante la Segunda Guerra Mundial.

### Resurgimiento y clausura final
Después del fin de la Guerra, uno de los accionistas originales, Jerome Utley de Detroit, el único accionista original del hotel restante, dio el hotel a una señora joven, Marjorie King Plant. Ella administró el hotel exitosamente junto con su abogado mexicano y marido, Alfonso Rocha, cambiando el nombre a Hotel Riviera del Pacífico.  En esa época fue visitado varias veces por el presidente Miguel Alemán, artistas internacionales y personalidades de la política.
Sin embargo, Utley había creído que el matrimonio de Plant con Rocha era sólo un matrimonio de conveniencia, para dar a Plant la ciudadanía mexicana. Cuándo descubrió que esto no fue el caso los persiguió con demandas legales, forzando a Plant a regresar a los Estados Unidos. 
Eventualmente el hotel fue expropiado por el gobernador Braulio Maldonado, quien generó una serie de problemas con el fin de obtenerlo. Debido a esto la familia Rocha tuvo que abandonar el hotel, y dejar Ensenada en 1956 para evitar un juicio en su contra. En 1964 el hotel quedó casi destruido, despojado de sus muebles de fina madera importada por el saqueo de los trabajadores enviados por el gobernador para robar y de los trabajadores de hoteles existentes de esa época.

## La Margarita
La creación de la Margarita ha sido adjudicada a varios sitios diferentes y en varios tiempos diferentes. Una de estas afirmaciones es que la bebida fue inventada en el Hotel Riviera del Pacífico para Marjorie King Plant, durante el tiempo en que estuvo a cargo. Otras versiones hablan de Marjorie King, una actriz, y otras mueven la ubicación de Ensenada a Tijuana. Margarita es una versión española del nombre Marjorie. 
Según un artículo en el Los Angeles Times, la Margarita fue inventada en los años 1940 por Carlos Daniel "Danny" Herrera.

## Estado actual
En parte reconstruido en 1978, el hotel fue reabierto como el Centro Social, Cívico y Cultural de Ensenada. Este incluye un teatro al aire libre, un museo de historia regional, jardines y espacios que se utilizan para una variedad de funciones.